# Гизельберт (граф в Маасгау)
Гизельберт (Гизлеберт; нем. Giselbert; около 825 — после 14 июня 877) — граф в Маасгау, родоначальник дома Регинаридов.

## Биография

### Правление
Точное происхождение Гизельберта не известно. По одной версии, он был викингом; по другой — родственником Регинара (Реквингера), сына графа Маасгау Меквингера.
Впервые «граф области Мааса» Гизельберт упоминался Нитгардом как сторонник Карла II Лысого во время конфликта с императором Лотарем I. После заключения Верденского договора в 843 году владения Гизельберта оказались в Средне-Франкском королевстве Лотаря. В результате, император вынудил Гизельберта покинуть своё графство. Гизельберт бежал в Западно-Франкское королевство, где в 844 году поддержал восстание Пипина II Аквитанского, а после его поражения в 848 году нашёл убежище у Людовика II Немецкого.
Ещё в 846 году Гизельберт похитил дочь императора Лотаря I Ирменгарду и женился на ней без согласия отца. Только в 849 году Лотарь признал брак дочери, простил Гизельберта и вернул ему его владения, однако в ближайшее окружение императора он так и не вошёл.
После раздела Лотарингии по Мерсенскому договору в 870 году Гизельберт вновь встал на сторону Карла II Лысого. Последний раз он упоминается в документах 14 июня 877 года, когда Гизельберт принял участие в походе Карла II Лысого в Италию.

### Семья
Гизельберт с 846 года был женат на Ирменгарде (родилась около 830), дочери императора Лотаря I. В этом браке родились:
- Ренье I Длинношеий (около 850—915) — граф Маасгау, граф Эно в 880—898 годах, маркграф Лотарингии с 911 года
- Адальберт (около 860—928/926) — граф в Арденнах.